# Parque nacional del Circeo

El cabo Circeo y el golfo de Gaeta.

El parque nacional del monte Circeo (en italiano, Parco Nazionale del Circeo) es un parque nacional próximo a la ciudad de San Felice Circeo, en el Lazio, Italia. Ocupa una franja de tierra costera desde Anzio a Terracina, incluyendo también un sector de bosque en el continente de San Felice Circeo, y la isla de Zannone. El parque fue creado en 1934 por orden de Benito Mussolini, por el consejo del senador Raffaele Bastianelli, para conservar los últimos restos de las marismas Pontinas que estaban siendo desecadas en aquella época. Es el único parque nacional en Italia que ocupa sólo una llanura y zona costera.

## Territorio
El parque nacional puede dividirse en cinco hábitats principales: el bosque, el promontorio, la duna litoral, la zona húmeda y la isla de Zannone.
Bosque
El bosque incluido en el parque, que ocupa un amplio sector cuadrado entre la carretera estatal SS 148 Pontina y la costa de San Felice Circeo, es el último resto de la llamada antiguamente "Selva di Terracina", que en el pasado ocupaba gran parte de lo que hoy es el centro de la provincia de Latina. Entre la fauna, puede mencionarse el jabalí y el gamo, introducido en 1953.  
Promontorio
El monte o cabo Circeo (en italiano, Promontorio del Circeo; en latín, Mons Circeius) es una montaña que constituye un promontorio que marca el límite suroeste de lo que eran las marismas Pontinas. Aunque es un cabo, no se formó de la manera en que normalmente lo hacen los cabos, por la erosión de la costa, sino que es un resto de procesos orogénicos que crearon los Apeninos. Toda la costa del Lazio, en la que se encuentran la montaña y el pantano, era una cadena de islas barrera formada en un macizo tectónico, formaba parte del continente por sedimentación de los graben o fosas tectónicas que intervenían.
El monte Circeo se encuentra a alrededor de 100 km al sursureste de Roma, cerca de San Felice Circeo, en la costa entre Anzio y Terracina. En el extremo septentrional del golfo de Gaeta, tiene alrededor de 5 km de largo y 1,5 km de ancho en la base, yendo de este a oeste y rodeado por el mar por todos los lados excepto en el norte. La tierra al norte de él queda 15 metros sobre el nivel del mar, mientras que la cumbre del promontorio es de 541 m. Mientras el cabo es bastante pendiente y colinoso, la tierra inmediatamente al este de él es muy baja y pantanosa. 
Dunas marinas
El parque tiene una franja de arena con dunas de 22 km de largo, desde los acantilados de caliza del monte Circeo, en correspondencia con la atalaya de Torre Paola, hasta el cabo Portiere. 
Zonas húmedas
La zona húmeda del parque del Circeo incluye cuatro lagos salados costeros: Paola, Caprolace, Monaci y Fogliano, que son lo que queda de las marismas Pontinas y actualmente son el hogar de una vasta vida salvaje de aves acuáticas (garzas boyeras, grullas, anserinos, avefrías, alondras, zarapitos), así como raras especies como la tortuga de escudo africana. 
Zannone
Zannone es una pequeña isla que pertenece a las islas Pontinas, anexionado al parque en 1979. Deshabitada, está cubierta de bosques de robles y encinas, y es la única isla en el archipiélago que ha conservado su cubierta vegetal original (Maquia).